# كورنيليو بوغدان
كورنيليو بوغدان (بالرومانية: Corneliu Bogdan)‏ هو دبلوماسي روماني، ولد في 1921، وتوفي في 2 يناير 1990 بسبب سكتة.